# Christina Aguilera/Diskografie
Diese Diskografie ist eine Übersicht über die musikalischen Werke der US-amerikanischen Pop-Sängerin Christina Aguilera. Den Quellenangaben und Schallplattenauszeichnungen zufolge hat sie bisher mehr als 103,8 Millionen Tonträger verkauft, wovon sie alleine in Deutschland bis heute über 3,7 Millionen Tonträger verkaufte. Ihre erfolgreichste Veröffentlichung ist die Single Moves like Jagger mit über 17,5 Millionen verkauften Einheiten.

## Alben

### Studioalben
| Jahr | Titel Musiklabel                     | Höchstplatzierung, Gesamtwochen, AuszeichnungChartplatzierungen (Jahr, Titel, Musiklabel, Platzierungen, Wochen, Auszeichnungen, Anmerkungen) | Höchstplatzierung, Gesamtwochen, AuszeichnungChartplatzierungen (Jahr, Titel, Musiklabel, Platzierungen, Wochen, Auszeichnungen, Anmerkungen) | Höchstplatzierung, Gesamtwochen, AuszeichnungChartplatzierungen (Jahr, Titel, Musiklabel, Platzierungen, Wochen, Auszeichnungen, Anmerkungen) | Höchstplatzierung, Gesamtwochen, AuszeichnungChartplatzierungen (Jahr, Titel, Musiklabel, Platzierungen, Wochen, Auszeichnungen, Anmerkungen) | Höchstplatzierung, Gesamtwochen, AuszeichnungChartplatzierungen (Jahr, Titel, Musiklabel, Platzierungen, Wochen, Auszeichnungen, Anmerkungen) | Anmerkungen                                                    |
| Jahr | Titel Musiklabel                     | DE | AT | CH | UK | US | Anmerkungen                                                    |
| ---- | ------------------------------------ | --- | --- | --- | --- | --- | -------------------------------------------------------------- |
| 1999 | Christina Aguilera RCA Records (BMG) | DE13 (20 Wo.)DE | AT15 (9 Wo.)AT | CH5 Platin · (30 Wo.)CH | UK14 Platin · (53 Wo.)UK | US1 ×9Neunfachplatin · (97 Wo.)US | Erstveröffentlichung: 24. August 1999 Verkäufe: + 14.000.000   |
| 2000 | Mi Reflejo RCA Records (BMG)         | — | — | CH54 (2 Wo.)CH | — | US27 ×6Sechsfachplatin (Latin) · (18 Wo.)US                                                                                                   | Erstveröffentlichung: 12. September 2000 Verkäufe: + 2.200.000 |
| 2002 | Stripped RCA Records (BMG)           | DE6 ×2Doppelplatin · (77 Wo.)DE | AT10 Platin · (76 Wo.)AT | CH9 Platin · (76 Wo.)CH | UK2 ×7Siebenfachplatin · (112 Wo.)UK | US2 ×5Fünffachplatin · (79 Wo.)US | Erstveröffentlichung: 8. Oktober 2002 Verkäufe: + 13.000.000   |
| 2006 | Back to Basics RCA Records (BMG)     | DE1 ×3Dreifachgold · (28 Wo.)DE | AT1 Gold · (37 Wo.)AT | CH1 Platin · (55 Wo.)CH | UK1 Platin · (42 Wo.)UK | US1 ×2Doppelplatin · (46 Wo.)US | Erstveröffentlichung: 9. August 2006 Verkäufe: + 3.611.000     |
| 2010 | Bionic RCA Records (Sony)            | DE6 (8 Wo.)DE | AT3 Gold · (5 Wo.)AT | CH2 (14 Wo.)CH | UK1 Silber · (6 Wo.)UK | US3 Gold · (14 Wo.)US | Erstveröffentlichung: 4. Juni 2010 Verkäufe: + 628.000         |
| 2012 | Lotus RCA Records (Sony)             | DE13 (2 Wo.)DE | AT13 (2 Wo.)AT | CH10 (4 Wo.)CH | UK28 (2 Wo.)UK | US7 Gold · (15 Wo.)US | Erstveröffentlichung: 9. November 2012 Verkäufe: + 560.000     |
| 2018 | Liberation RCA Records (Sony)        | DE11 (3 Wo.)DE | AT9 (3 Wo.)AT | CH3 (7 Wo.)CH | UK17 (2 Wo.)UK | US6 (2 Wo.)US | Erstveröffentlichung: 15. Juni 2018 Verkäufe: + 120.000        |
| 2022 | Aguilera Sony Music Latin (Sony)     | — | — | — | — | — | Erstveröffentlichung: 31. Mai 2022                             |

### Kompilationen
| Jahr | Titel Musiklabel                                              | Höchstplatzierung, Gesamtwochen, AuszeichnungChartplatzierungen (Jahr, Titel, Musiklabel, Platzierungen, Wochen, Auszeichnungen, Anmerkungen) | Höchstplatzierung, Gesamtwochen, AuszeichnungChartplatzierungen (Jahr, Titel, Musiklabel, Platzierungen, Wochen, Auszeichnungen, Anmerkungen) | Höchstplatzierung, Gesamtwochen, AuszeichnungChartplatzierungen (Jahr, Titel, Musiklabel, Platzierungen, Wochen, Auszeichnungen, Anmerkungen) | Höchstplatzierung, Gesamtwochen, AuszeichnungChartplatzierungen (Jahr, Titel, Musiklabel, Platzierungen, Wochen, Auszeichnungen, Anmerkungen) | Höchstplatzierung, Gesamtwochen, AuszeichnungChartplatzierungen (Jahr, Titel, Musiklabel, Platzierungen, Wochen, Auszeichnungen, Anmerkungen) | Anmerkungen |
| Jahr | Titel Musiklabel                                              | DE | AT | CH | UK | US | Anmerkungen |
| ---- | ------------------------------------------------------------- | --- | --- | --- | --- | --- | --- |
| 2001 | Just Be Free Platinum Recording Group (JFB Music)             | — | — | — | — | US71 (4 Wo.)US | Erstveröffentlichung: 21. August 2001 Verkäufe: + 129.000; Demoaufnahmen; ohne Zustimmung von Aguilera veröffentlicht |
| 2008 | Keeps Gettin’ Better: A Decade of Hits RCA Records (Sony BMG) | DE20 (10 Wo.)DE | AT10 (5 Wo.)AT | CH14 (11 Wo.)CH | UK10 ×2Doppelplatin · (13 Wo.)UK | US9 Gold · (27 Wo.)US | Erstveröffentlichung: 3. November 2008 Verkäufe: + 1.416.500                                                          |

### Soundtracks
| Jahr | Titel Musiklabel                                                 | Höchstplatzierung, Gesamtwochen, AuszeichnungChartplatzierungen (Jahr, Titel, Musiklabel, Platzierungen, Wochen, Auszeichnungen, Anmerkungen) | Höchstplatzierung, Gesamtwochen, AuszeichnungChartplatzierungen (Jahr, Titel, Musiklabel, Platzierungen, Wochen, Auszeichnungen, Anmerkungen) | Höchstplatzierung, Gesamtwochen, AuszeichnungChartplatzierungen (Jahr, Titel, Musiklabel, Platzierungen, Wochen, Auszeichnungen, Anmerkungen) | Höchstplatzierung, Gesamtwochen, AuszeichnungChartplatzierungen (Jahr, Titel, Musiklabel, Platzierungen, Wochen, Auszeichnungen, Anmerkungen) | Höchstplatzierung, Gesamtwochen, AuszeichnungChartplatzierungen (Jahr, Titel, Musiklabel, Platzierungen, Wochen, Auszeichnungen, Anmerkungen) | Anmerkungen                                                             |
| Jahr | Titel Musiklabel                                                 | DE | AT | CH | UK | US | Anmerkungen                                                             |
| ---- | ---------------------------------------------------------------- | --- | --- | --- | --- | --- | ----------------------------------------------------------------------- |
| 2010 | Burlesque: Original Motion Picture Soundtrack RCA Records (Sony) | DE12 Gold · (8 Wo.)DE | AT5 (11 Wo.)AT | CH8 (21 Wo.)CH | UK— GoldUK | US18 Gold · (53 Wo.)US | Erstveröffentlichung: 19. November 2010 Verkäufe: + 1.204.000; mit Cher |

### EPs
| Jahr | Titel Musiklabel                                    | Höchstplatzierung, Gesamtwochen, AuszeichnungChartplatzierungen (Jahr, Titel, Musiklabel, Platzierungen, Wochen, Auszeichnungen, Anmerkungen) | Höchstplatzierung, Gesamtwochen, AuszeichnungChartplatzierungen (Jahr, Titel, Musiklabel, Platzierungen, Wochen, Auszeichnungen, Anmerkungen) | Höchstplatzierung, Gesamtwochen, AuszeichnungChartplatzierungen (Jahr, Titel, Musiklabel, Platzierungen, Wochen, Auszeichnungen, Anmerkungen) | Höchstplatzierung, Gesamtwochen, AuszeichnungChartplatzierungen (Jahr, Titel, Musiklabel, Platzierungen, Wochen, Auszeichnungen, Anmerkungen) | Höchstplatzierung, Gesamtwochen, AuszeichnungChartplatzierungen (Jahr, Titel, Musiklabel, Platzierungen, Wochen, Auszeichnungen, Anmerkungen) | Anmerkungen                                              |
| Jahr | Titel Musiklabel                                    | DE | AT | CH | UK | US | Anmerkungen                                              |
| ---- | --------------------------------------------------- | --- | --- | --- | --- | --- | -------------------------------------------------------- |
| 2003 | Justin & Christina RCA Records / Jive Records (BMG) | — | — | CH79 (1 Wo.)CH | — | — | Erstveröffentlichung: 1. Juli 2003 mit Justin Timberlake |
| 2022 | La fuerza Sony Music Latin (Sony)                   | — | — | CH79 (1 Wo.)CH | — | — | Erstveröffentlichung: 21. Januar 2022                    |
| 2022 | La tormenta Sony Music Latin (Sony)                 | — | — | — | — | — | Erstveröffentlichung: 30. Mai 2022                       |

### Weihnachtsalben
| Jahr | Titel Musiklabel                       | Höchstplatzierung, Gesamtwochen, AuszeichnungChartplatzierungen (Jahr, Titel, Musiklabel, Platzierungen, Wochen, Auszeichnungen, Anmerkungen) | Höchstplatzierung, Gesamtwochen, AuszeichnungChartplatzierungen (Jahr, Titel, Musiklabel, Platzierungen, Wochen, Auszeichnungen, Anmerkungen) | Höchstplatzierung, Gesamtwochen, AuszeichnungChartplatzierungen (Jahr, Titel, Musiklabel, Platzierungen, Wochen, Auszeichnungen, Anmerkungen) | Höchstplatzierung, Gesamtwochen, AuszeichnungChartplatzierungen (Jahr, Titel, Musiklabel, Platzierungen, Wochen, Auszeichnungen, Anmerkungen) | Höchstplatzierung, Gesamtwochen, AuszeichnungChartplatzierungen (Jahr, Titel, Musiklabel, Platzierungen, Wochen, Auszeichnungen, Anmerkungen) | Anmerkungen                                                  |
| Jahr | Titel Musiklabel                       | DE | AT | CH | UK | US | Anmerkungen                                                  |
| ---- | -------------------------------------- | --- | --- | --- | --- | --- | ------------------------------------------------------------ |
| 2000 | My Kind of Christmas RCA Records (BMG) | — | — | — | — | US28 Platin · (12 Wo.)US | Erstveröffentlichung: 24. Oktober 2000 Verkäufe: + 1.040.000 |

## Singles

### Als Leadmusikerin
| Jahr | Titel Album                                                             | Höchstplatzierung, Gesamtwochen, AuszeichnungChartplatzierungen (Jahr, Titel, Album, Platzierungen, Wochen, Auszeichnungen, Anmerkungen) | Höchstplatzierung, Gesamtwochen, AuszeichnungChartplatzierungen (Jahr, Titel, Album, Platzierungen, Wochen, Auszeichnungen, Anmerkungen) | Höchstplatzierung, Gesamtwochen, AuszeichnungChartplatzierungen (Jahr, Titel, Album, Platzierungen, Wochen, Auszeichnungen, Anmerkungen) | Höchstplatzierung, Gesamtwochen, AuszeichnungChartplatzierungen (Jahr, Titel, Album, Platzierungen, Wochen, Auszeichnungen, Anmerkungen) | Höchstplatzierung, Gesamtwochen, AuszeichnungChartplatzierungen (Jahr, Titel, Album, Platzierungen, Wochen, Auszeichnungen, Anmerkungen) | Anmerkungen |
| Jahr | Titel Album                                                             | DE | AT | CH | UK | US | Anmerkungen |
| --- | ----------------------------------------------------------------------- | --- | --- | --- | --- | --- | --- |
| 1999 | Genie in a Bottle Christina Aguilera                                    | DE2 Platin · (21 Wo.)DE | AT1 Gold · (19 Wo.)AT | CH2 Gold · (30 Wo.)CH | UK1 ×2Doppelplatin · (29 Wo.)UK | US1 ×3Dreifachplatin · (25 Wo.)US | Erstveröffentlichung: 22. Juni 1999 Verkäufe: + 4.955.000                                                                          |
| 1999 | What a Girl Wants Christina Aguilera                                    | DE18 (10 Wo.)DE | AT22 (8 Wo.)AT | CH17 (17 Wo.)CH | UK3 Silber · (19 Wo.)UK | US1 Platin · (24 Wo.)US | Erstveröffentlichung: 4. September 1999 Verkäufe: + 1.320.000                                                                      |
| 2000 | I Turn to You Christina Aguilera                                        | DE65 (9 Wo.)DE | — | CH30 (14 Wo.)CH | UK19 (7 Wo.)UK | US3 (22 Wo.)US | Erstveröffentlichung: 30. März 2000                                                                                                |
| 2000 | Come On Over Baby Christina Aguilera                                    | DE23 (11 Wo.)DE | AT35 (3 Wo.)AT | CH21 (21 Wo.)CH | UK8 Silber · (11 Wo.)UK | US1 Platin · (21 Wo.)US | Erstveröffentlichung: 22. August 2000 Verkäufe: + 1.315.000                                                                        |
| 2000 | Ven conmigo (Solamente tú) Mi Reflejo                                   | — | — | — | — | — | Erstveröffentlichung: 9. Oktober 2000                                                                                              |
| 2000 | Pero me acuerdo de ti Mi Reflejo                                        | — | — | — | — | — | Erstveröffentlichung: 2000 |
| 2001 | Falsas esperanzas Mi Reflejo                                            | — | — | — | — | — | Erstveröffentlichung: 2001 |
| 2001 | Lady Marmalade Moulin Rouge! Music from Baz Luhrmann’s Film             | DE1 Platin · (19 Wo.)DE | AT3 Gold · (28 Wo.)AT | CH1 Gold · (30 Wo.)CH | UK1 ×2Doppelplatin · (19 Wo.)UK | US1 Platin · (20 Wo.)US | Erstveröffentlichung: 27. März 2001 Verkäufe: + 5.200.000; mit Lil’ Kim, Mýa & P!nk                                                |
| 2002 | Dirrty Stripped                                                         | DE4 Gold · (18 Wo.)DE | AT5 (21 Wo.)AT | CH3 Gold · (25 Wo.)CH | UK1 Platin · (10 Wo.)UK | US48 Platin · (20 Wo.)US | Erstveröffentlichung: 14. September 2002 Verkäufe: + 2.486.000; feat. Redman                                                       |
| 2002 | Beautiful Stripped                                                      | DE4 (11 Wo.)DE | AT5 (15 Wo.)AT | CH7 (21 Wo.)CH | UK1 Platin · (14 Wo.)UK | US2 ×2Doppelplatin · (27 Wo.)US | Erstveröffentlichung: 16. November 2002 Verkäufe: + 2.945.000                                                                      |
| 2003 | Fighter Stripped                                                        | DE13 (9 Wo.)DE | AT12 (13 Wo.)AT | CH11 (15 Wo.)CH | UK3 Platin · (15 Wo.)UK | US20 ×2Doppelplatin · (20 Wo.)US | Erstveröffentlichung: 13. März 2003 Verkäufe: + 2.730.000                                                                          |
| 2003 | Can’t Hold Us Down Stripped                                             | DE9 (14 Wo.)DE | AT13 (17 Wo.)AT | CH11 (26 Wo.)CH | UK6 Silber · (10 Wo.)UK | US12 (20 Wo.)US | Erstveröffentlichung: 8. Juli 2003 Verkäufe: + 242.500; feat. Lil’ Kim Original: Puff Daddy feat. Mase – Can’t Nobody Hold Me Down |
| 2003 | The Voice Within Stripped                                               | DE13 (11 Wo.)DE | AT7 (18 Wo.)AT | CH3 (16 Wo.)CH | UK9 (10 Wo.)UK | US33 (16 Wo.)US | Erstveröffentlichung: 26. Oktober 2003                                                                                             |
| 2004 | Car Wash Shark Tale: Original Motion Picture Soundtrack                 | DE6 (15 Wo.)DE | AT11 (19 Wo.)AT | CH5 (23 Wo.)CH | UK4 Silber · (14 Wo.)UK | US63 (4 Wo.)US | Erstveröffentlichung: 29. August 2004 Verkäufe: + 240.000; feat. Missy Elliott                                                     |
| 2006 | Ain’t No Other Man Back to Basics                                       | DE5 (13 Wo.)DE | AT7 (24 Wo.)AT | CH5 (32 Wo.)CH | UK2 Gold · (24 Wo.)UK | US6 ×2Doppelplatin + Gold (Mastertone) · (20 Wo.)US                                                                                      | Erstveröffentlichung: 6. Juni 2006 Verkäufe: + 2.994.000                                                                           |
| 2006 | Hurt Back to Basics                                                     | DE2 Gold · (26 Wo.)DE | AT2 Gold · (27 Wo.)AT | CH1 Gold · (40 Wo.)CH | UK11 Gold · (20 Wo.)UK | US19 Platin · (20 Wo.)US | Erstveröffentlichung: 19. September 2006 Verkäufe: + 1.764.000                                                                     |
| 2007 | Candyman Back to Basics                                                 | DE11 (13 Wo.)DE | AT14 (21 Wo.)AT | CH11 (25 Wo.)CH | UK17 Platin · (25 Wo.)UK | US25 Platin · (17 Wo.)US | Erstveröffentlichung: 20. Februar 2007 Verkäufe: + 1.799.500                                                                       |
| 2007 | Slow Down Baby Back to Basics                                           | — | — | — | — | — | Erstveröffentlichung: 28. Juli 2007                                                                                                |
| 2007 | Oh Mother Back to Basics                                                | DE18 (10 Wo.)DE | AT23 (9 Wo.)AT | CH79 (5 Wo.)CH | — | — | Erstveröffentlichung: 28. September 2007                                                                                           |
| 2008 | Keeps Gettin’ Better Keeps Gettin’ Better: A Decade of Hits             | DE14 (11 Wo.)DE | AT15 (12 Wo.)AT | CH21 (11 Wo.)CH | UK14 (6 Wo.)UK | US7 (18 Wo.)US | Erstveröffentlichung: 25. August 2008                                                                                              |
| 2010 | Not Myself Tonight Bionic                                               | DE24 (5 Wo.)DE | AT26 (5 Wo.)AT | CH42 (6 Wo.)CH | UK12 (6 Wo.)UK | US23 (8 Wo.)US | Erstveröffentlichung: 6. April 2010 Verkäufe: + 293.935                                                                            |
| 2010 | WooHoo Bionic                                                           | — | — | — | — | US79 (2 Wo.)US | Erstveröffentlichung: 25. Mai 2010 feat. Nicki Minaj                                                                               |
| 2010 | You Lost Me Bionic                                                      | — | — | — | — | — | Erstveröffentlichung: 25. Juni 2010                                                                                                |
| 2010 | I Hate Boys Bionic                                                      | — | — | — | — | — | Erstveröffentlichung: 3. September 2010                                                                                            |
| 2010 | Express Burlesque: Original Motion Picture Soundtrack                   | — | — | CH54 (3 Wo.)CH | UK75 (1 Wo.)UK | — | Erstveröffentlichung: 3. November 2010                                                                                             |
| 2010 | Show Me How You Burlesque Burlesque: Original Motion Picture Soundtrack | DE89 (1 Wo.)DE | — | CH26 (5 Wo.)CH | UK— SilberUK | US70 (1 Wo.)US | Erstveröffentlichung: 11. November 2010 Verkäufe: + 200.000                                                                        |
| 2011 | Beautiful –                                                             | — | — | — | — | US74 (1 Wo.)US | Erstveröffentlichung: 9. Juli 2011 mit Beverly McClellan                                                                           |
| 2012 | Just a Fool Lotus                                                       | — | — | — | — | US71 (2 Wo.)US | Erstveröffentlichung: 12. April 2012 feat. Blake Shelton                                                                           |
| 2012 | The Prayer –                                                            | — | — | — | — | US85 (1 Wo.)US | Erstveröffentlichung: 21. Mai 2012 mit Chris Mann                                                                                  |
| 2012 | Your Body Lotus                                                         | DE29 (7 Wo.)DE | AT19 (5 Wo.)AT | CH22 (7 Wo.)CH | UK16 (3 Wo.)UK | US34 (9 Wo.)US | Erstveröffentlichung: 17. September 2012 Verkäufe: + 7.500                                                                         |
| 2013 | Say Something Is There Anybody Out There?                               | DE36 Platin · (22 Wo.)DE | AT4 Gold · (23 Wo.)AT | CH20 Gold · (26 Wo.)CH | UK4 ×2Doppelplatin · (28 Wo.)UK | US4 ×6Sechsfachplatin · (26 Wo.)US | Erstveröffentlichung: 3. September 2013 Verkäufe: + 9.245.000; mit A Great Big World                                               |
| 2013 | We Remain The Hunger Games: Catching Fire O.S.T.                        | — | — | — | — | — | Erstveröffentlichung: 1. Oktober 2013                                                                                              |
| 2016 | Change –                                                                | — | — | — | — | — | Erstveröffentlichung: 17. Juni 2016                                                                                                |
| 2016 | Telepathy The Get Down O.S.T.                                           | — | — | — | — | — | Erstveröffentlichung: 16. September 2016 feat. Nile Rodgers                                                                        |
| 2018 | Accelerate Liberation                                                   | — | — | — | — | — | Erstveröffentlichung: 3. Mai 2018 feat. Ty Dolla Sign & 2 Chainz                                                                   |
| 2018 | Fall in Line Liberation                                                 | — | — | CH86 (1 Wo.)CH | UK99 (1 Wo.)UK | — | Erstveröffentlichung: 16. Mai 2018 feat. Demi Lovato                                                                               |
| 2018 | Like I Do Liberation                                                    | — | — | — | — | — | Erstveröffentlichung: 7. Juni 2018 feat. GoldLink                                                                                  |
| 2019 | Haunted Heart The Addams Family O.S.T.                                  | — | — | — | — | — | Erstveröffentlichung: 27. September 2019                                                                                           |
| 2020 | Loyal Brave True Mulan O.S.T.                                           | — | — | — | — | — | Erstveröffentlichung: 5. März 2020                                                                                                 |
| 2020 | Reflection Mulan O.S.T.                                                 | — | — | — | — | US— GoldUS | Erstveröffentlichung: 27. August 2020                                                                                              |
| 2021 | Pa’ mis muchachas Aguilera • La fuerza                                  | — | — | — | — | US— Platin (Latin)US | Erstveröffentlichung: 22. Oktober 2021 feat. Becky G, Nicki Nicole & Nathy Peluso                                                  |
| 2021 | Somos nada Aguilera • La fuerza                                         | — | — | — | — | — | Erstveröffentlichung: 18. November 2021                                                                                            |
| 2023 | Santo Aguilera • La fuerza                                              | — | — | — | — | US— Platin (Latin)US | Erstveröffentlichung: 20. Januar 2022 feat. Ozuna                                                                                  |
| 2023 | Suéltame Aguilera • La tormenta                                         | — | — | — | — | — | Erstveröffentlichung: 30. Mai 2022 feat. Tini                                                                                      |
| 2023 | La luz –                                                                | — | — | — | — | — | Erstveröffentlichung: 29. September 2022                                                                                           |
| 2023 | Learning to Fly –                                                       | — | — | — | — | — | Erstveröffentlichung: 22. September 2023                                                                                           |
| Folgende Lieder erschienen nicht als Single, wurden aber durch das Album zum Download und Streaming bereitgestellt und konnten somit eine Platzierung erlangen: |                                                                         | | | | | | |
| |                                                                         | | | | | | |
| 1999 | The Christmas Song My Kind of Christmas                                 | — | — | — | — | US18 (4 Wo.)US | Charteinstieg: 18. Dezember 1999                                                                                                   |
| 2010 | Bionic                                                                  | — | — | — | — | US66 (1 Wo.)US | Charteinstieg: 26. Juni 2010 |

### Als Gastmusikerin
| Jahr | Titel Album                            | Höchstplatzierung, Gesamtwochen, AuszeichnungChartplatzierungen (Jahr, Titel, Album, Platzierungen, Wochen, Auszeichnungen, Anmerkungen) | Höchstplatzierung, Gesamtwochen, AuszeichnungChartplatzierungen (Jahr, Titel, Album, Platzierungen, Wochen, Auszeichnungen, Anmerkungen) | Höchstplatzierung, Gesamtwochen, AuszeichnungChartplatzierungen (Jahr, Titel, Album, Platzierungen, Wochen, Auszeichnungen, Anmerkungen) | Höchstplatzierung, Gesamtwochen, AuszeichnungChartplatzierungen (Jahr, Titel, Album, Platzierungen, Wochen, Auszeichnungen, Anmerkungen) | Höchstplatzierung, Gesamtwochen, AuszeichnungChartplatzierungen (Jahr, Titel, Album, Platzierungen, Wochen, Auszeichnungen, Anmerkungen) | Anmerkungen                                                                                      |
| Jahr | Titel Album                            | DE | AT | CH | UK | US | Anmerkungen                                                                                      |
| ---- | -------------------------------------- | --- | --- | --- | --- | --- | ------------------------------------------------------------------------------------------------ |
| 2001 | Nobody Wants to Be Lonely Sound Loaded | DE5 (15 Wo.)DE | AT13 (17 Wo.)AT | CH2 Gold · (24 Wo.)CH | UK4 Silber · (12 Wo.)UK | US13 (20 Wo.)US | Erstveröffentlichung: 16. Januar 2001 Verkäufe: + 280.000; Ricky Martin feat. Christina Aguilera |
| 2001 | What’s Going On –                      | DE35 (9 Wo.)DE | AT51 (8 Wo.)AT | CH16 (11 Wo.)CH | UK6 (12 Wo.)UK | US27 (10 Wo.)US | Erstveröffentlichung: 30. Oktober 2001 mit Artists Against AIDS Worldwide                        |
| 2001 | El último adiós (The Last Goodbye) –   | — | — | — | — | — | Erstveröffentlichung: 2001 mit Artists Against AIDS Worldwide                                    |
| 2004 | Tilt Ya Head Back Sweat                | DE27 (11 Wo.)DE | AT42 (10 Wo.)AT | CH16 (13 Wo.)CH | UK5 (12 Wo.)UK | US58 Gold · (6 Wo.)US | Erstveröffentlichung: 15. September 2004 Verkäufe: + 575.000; Nelly feat. Christina Aguilera     |
| 2006 | Tell Me Press Play                     | DE5 (15 Wo.)DE | AT19 (12 Wo.)AT | CH7 (14 Wo.)CH | UK8 Silber · (18 Wo.)UK | US47 (20 Wo.)US | Erstveröffentlichung: 14. November 2006 Verkäufe: + 200.000; P. Diddy feat. Christina Aguilera   |
| 2011 | Moves like Jagger Hands All Over       | DE2 ×5Fünffachgold · (36 Wo.)DE | AT1 (28 Wo.)AT | CH5 Platin · (34 Wo.)CH | UK2 ×4Vierfachplatin · (64 Wo.)UK | US1 Diamant · (49 Wo.)US | Erstveröffentlichung: 21. Juni 2011 Verkäufe: + 17.572.922; Maroon 5 feat. Christina Aguilera    |
| 2013 | Feel This Moment Global Warming        | DE9 Platin · (32 Wo.)DE | AT2 Platin · (27 Wo.)AT | CH7 Platin · (34 Wo.)CH | UK5 Platin · (15 Wo.)UK | US8 ×4Vierfachplatin · (24 Wo.)US | Erstveröffentlichung: 22. Februar 2013 Verkäufe: + 5.902.818; Pitbull feat. Christina Aguilera   |
| 2013 | Hoy tengo ganas de ti Confidencias     | — | — | — | — | — | Erstveröffentlichung: 13. Mai 2013 Alejandro Fernández feat. Christina Aguilera                  |
| 2019 | Fall on Me Particles                   | — | — | — | — | — | Erstveröffentlichung: 22. November 2019 A Great Big World feat. Christina Aguilera               |

## Videoalben und Musikvideos

### Videoalben
| Jahr | Titel                               | Höchstplatzierung, Gesamtwochen, AuszeichnungChartplatzierungen (Jahr, Titel, Platzierungen, Wochen, Auszeichnungen, Anmerkungen) | Höchstplatzierung, Gesamtwochen, AuszeichnungChartplatzierungen (Jahr, Titel, Platzierungen, Wochen, Auszeichnungen, Anmerkungen) | Höchstplatzierung, Gesamtwochen, AuszeichnungChartplatzierungen (Jahr, Titel, Platzierungen, Wochen, Auszeichnungen, Anmerkungen) | Höchstplatzierung, Gesamtwochen, AuszeichnungChartplatzierungen (Jahr, Titel, Platzierungen, Wochen, Auszeichnungen, Anmerkungen) | Höchstplatzierung, Gesamtwochen, AuszeichnungChartplatzierungen (Jahr, Titel, Platzierungen, Wochen, Auszeichnungen, Anmerkungen) | Anmerkungen                                                            |
| Jahr | Titel                               | DE | AT | CH | UK | US | Anmerkungen                                                            |
| ---- | ----------------------------------- | --- | --- | --- | --- | --- | ---------------------------------------------------------------------- |
| 1999 | Genie Gets Her Wish                 | — | — | — | UK11 (9 Wo.)UK | US— PlatinUS | Erstveröffentlichung: 1999 Verkäufe: + 100.000; Charteinstieg UK: 2006 |
| 2000 | My Reflection                       | — | — | — | UK6 (6 Wo.)UK | — | Erstveröffentlichung: 2000 Verkäufe: + 65.000                          |
| 2004 | Stripped Live in the U.K.           | DE23 (5 Wo.)DE | — | — | UK6 (30 Wo.)UK | — | Erstveröffentlichung: 12. Oktober 2004 Verkäufe: + 220.000             |
| 2008 | Back to Basics: Live and Down Under | — | — | CH4 (5 Wo.)CH | UK2 (14 Wo.)UK | — | Erstveröffentlichung: 4. Februar 2008 Verkäufe: + 80.000               |
| 2010 | The Music Video Collection          | — | — | — | — | — | Erstveröffentlichung: 28. Mai 2010                                     |

### Musikvideos
| Jahr | Titel                                 | Regie                                 |
| ---- | ------------------------------------- | ------------------------------------- |
| 1997 | All I Wanna Do                        | Gregg Araki                           |
| 1998 | Reflection                            | Tony Bancroft                         |
| 1999 | Genie in a Bottle                     | Diane Martel                          |
| 1999 | Genio Atrapado                        | Diane Martel                          |
| 1999 | What a Girl Wants                     | Diane Martel                          |
| 1999 | The Christmas Song                    | Doug Biro, Clare Davies               |
| 2000 | I Turn to You                         | Joseph Kahn                           |
| 2000 | Por Siempre Tú                        | Joseph Kahn                           |
| 2000 | Come on Over Baby (All I Want Is You) | Paul Hunter                           |
| 2000 | Ven Conmigo (Solamente Tú)            | Paul Hunter                           |
| 2000 | Pero Me Acuerdo De Tí                 | Kevin G. Bray                         |
| 2000 | Christmas Time                        | Lawrence Jordan                       |
| 2001 | Nobody Wants to Be Lonely             | Wayne Isham                           |
| 2001 | Falsas Esperanzas                     | Lawrence Jordan                       |
| 2001 | Lady Marmalade                        | Paul Hunter                           |
| 2002 | Dirrty                                | David LaChapelle                      |
| 2002 | Beautiful                             | Jonas Åkerlund                        |
| 2003 | Fighter                               | Floria Sigismondi                     |
| 2003 | Can’t Hold Us Down                    | David LaChapelle                      |
| 2003 | The Voice Within                      | David LaChapelle                      |
| 2004 | Car Wash                              | Rich Newey                            |
| 2004 | Tilt Ya Head Back                     | Little X                              |
| 2006 | Ain’t No Other Man                    | Bryan Barber                          |
| 2006 | Hurt                                  | Floria Sigismondi, Christina Aguilera |
| 2006 | Tell Me                               | Erik White                            |
| 2007 | Candyman                              | Matthew Rolston, Christina Aguilera   |
| 2007 | Oh Mother                             | Hamish Hamilton, Jamie King           |
| 2008 | Save Me from Myself                   | Christina Aguilera, Linda Perry       |
| 2008 | Keeps Gettin’ Better                  | Peter Berg                            |
| 2010 | Not Myself Tonight                    | Hype Williams                         |
| 2010 | You Lost Me                           | Anthony Mandler                       |
| 2010 | Castle Walls                          |                                       |
| 2012 | Your Body                             | Melina Matsoukas                      |
| 2018 | Accelerate                            |                                       |
| 2018 | Fall In Line (Feat. Demi Lovato)      |                                       |
| 2020 | Loyal Brave True – From Mulan         |                                       |
| 2020 | Reflection (2020) – From Mulan        |                                       |

## Promoveröffentlichungen
Promo-Singles
- 1999: Love Will Find a Way
- 1999: Genio atrapado
- 2000: Just Be Free
- 2000: Christmas Time
- 2000: So Emotional
- 2002: Impossible
- 2002: Infatuation
- 2004: Hello
- 2006: Here to Stay
- 2006: Somos novios (It’s Impossible) (mit Andrea Bocelli)
- 2008: Genie 2.0
- 2008: You Are What You Are (Beautiful)
- 2008: Dynamite
- 2010: Castle Walls (mit T.I.)
- 2011: Lift Me Up
- 2013: Let There Be Love
- 2013: We Remain (mit Jacquie Lee)
- 2014: Do What U Want (Remix) (Lady Gaga feat. Christina Aguilera)
- 2015: The Real Thing
- 2015: Shotgun
- 2016: You’ve Got a Friend (mit Alisan Porter)
- 2018: Twice

## Sonderveröffentlichungen
| Jahr | Titel Musiklabel                                     | Anmerkungen                                  |
| ---- | ---------------------------------------------------- | -------------------------------------------- |
| 2007 | Christina Aguilera / Stripped RCA Records (Sony BMG) | Erstveröffentlichung: 2007 Teil der Reihe x2 |

## Statistik

### Chartauswertung
Die folgenden Statistiken geben eine Übersicht über die Charterfolge von Aguilera in den Album-, Single- und Musik-DVD-Charts. Zu beachten ist, dass sich Videoalben in Deutschland auch in den Albumcharts platzieren, die Angaben aus den restlichen Ländern stammen aus eigenständigen Musik-DVD-Charts.
|                     | DE    | AT    | CH     | UK    | US     |
| ------------------- | ----- | ----- | ------ | ----- | ------ |
| Nummer-eins-Alben   | DE1DE | AT1AT | CH1CH  | UK2UK | US2US  |
| Top-10-Alben        | DE3DE | AT6AT | CH7CH  | UK4UK | US7US  |
| Alben in den Charts | DE9DE | AT8AT | CH10CH | UK7UK | US11US |

|                       | DE     | AT     | CH     | UK     | US     |
| --------------------- | ------ | ------ | ------ | ------ | ------ |
| Nummer-eins-Singles   | DE1DE  | AT2AT  | CH2CH  | UK4UK  | US5US  |
| Top-10-Singles        | DE12DE | AT10AT | CH12CH | UK17UK | US11US |
| Singles in den Charts | DE26DE | AT23AT | CH28CH | UK26UK | US31US |

|                          | DE    | AT    | CH    | UK    | US    |
| ------------------------ | ----- | ----- | ----- | ----- | ----- |
| Nummer-eins-Videoalben   | DE—DE | AT—AT | CH—CH | UK—UK | US—US |
| Top-10-Videoalben        | DE—DE | AT—AT | CH1CH | UK3UK | US—US |
| Videoalben in den Charts | DE—DE | AT—AT | CH1CH | UK4UK | US—US |

### Auszeichnungen für Musikverkäufe
| Land/RegionAuszeichnungen für Musikverkäufe (Land/Region, Auszeichnungen, Verkäufe, Quellen) | Silber       | Gold         | Platin         | Diamant     | Verkäufe    | Quellen                                                   |
| -------------------------------------------------------------------------------------------- | ------------ | ------------ | -------------- | ----------- | ----------- | --------------------------------------------------------- |
| Argentinien (CAPIF)                                                                          | —            | —            | 2× Platin2     | —           | 100.000     | capif.org.ar                                              |
| Australien (ARIA)                                                                            | —            | 10× Gold10   | 48× Platin48   | —           | 3.380.000   | aria.com.au                                               |
| Belgien (BRMA)                                                                               | —            | 6× Gold6     | 4× Platin4     | —           | 310.000     | ultratop.be                                               |
| Brasilien (PMB)                                                                              | —            | 6× Gold6     | —              | 5× Diamant5 | 1.490.000   | pro-musicabr.org.br                                       |
| Chile (IFPI)                                                                                 | —            | Gold1        | —              | —           | 15.000      | Einzelnachweise                                           |
| Dänemark (IFPI)                                                                              | —            | 13× Gold13   | 10× Platin10   | —           | 735.500     | ifpi.dk hitlisten.nu                                      |
| Deutschland (BVMI)                                                                           | —            | 6× Gold6     | 9× Platin9     | —           | 4.075.000   | musikindustrie.de                                         |
| Europa (IFPI)                                                                                | —            | —            | 5× Platin5     | —           | (5.000.000) | ifpi.org (Memento vom 1. Januar 2014 im Internet Archive) |
| Finnland (IFPI)                                                                              | —            | —            | Platin1        | —           | 47.840      | ifpi.fi                                                   |
| Frankreich (SNEP)                                                                            | 2× Silber2   | 3× Gold3     | —              | —           | 762.900     | infodisc.fr snepmusique.com                               |
| Griechenland (IFPI)                                                                          | —            | 2× Gold2     | —              | —           | 13.000      | Einzelnachweise                                           |
| Irland (IRMA)                                                                                | —            | Gold1        | 3× Platin3     | —           | 52.500      | irishcharts.ie                                            |
| Italien (FIMI)                                                                               | —            | 4× Gold4     | 5× Platin5     | —           | 370.000     | fimi.it                                                   |
| Japan (RIAJ)                                                                                 | —            | 6× Gold6     | Platin1        | —           | 700.000     | riaj.or.jp JP2                                            |
| Kanada (MC)                                                                                  | —            | 6× Gold6     | 31× Platin31   | Diamant1    | 3.690.000   | musiccanada.com                                           |
| Mexiko (AMPROFON)                                                                            | —            | 5× Gold5     | 4× Platin4     | Diamant1    | 935.000     | amprofon.com.mx                                           |
| Neuseeland (RMNZ)                                                                            | —            | 9× Gold9     | 23× Platin23   | —           | 607.500     | aotearoamusiccharts.co.nz NZ2 NZ3                         |
| Niederlande (NVPI)                                                                           | —            | 2× Gold2     | 2× Platin2     | —           | 220.000     | nvpi.nl                                                   |
| Norwegen (IFPI)                                                                              | —            | —            | 8× Platin8     | —           | 130.000     | ifpi.no                                                   |
| Österreich (IFPI)                                                                            | —            | 6× Gold6     | 2× Platin2     | —           | 170.000     | ifpi.at                                                   |
| Polen (ZPAV)                                                                                 | —            | Gold1        | —              | —           | 35.000      | olis.pl                                                   |
| Portugal (AFP)                                                                               | —            | Gold1        | Platin1        | —           | 15.000      | Einzelnachweise                                           |
| Russland (NFPF)                                                                              | —            | Gold1        | 3× Platin3     | —           | 70.000      | 2m-online.ru                                              |
| Schweden (IFPI)                                                                              | —            | 3× Gold3     | 12× Platin12   | —           | 545.000     | sverigetopplistan.se                                      |
| Schweiz (IFPI)                                                                               | —            | 7× Gold7     | 4× Platin4     | —           | 275.000     | hitparade.ch                                              |
| Spanien (Promusicae)                                                                         | —            | 5× Gold5     | 7× Platin7     | —           | 640.000     | elportaldemusica.es promusicae.es                         |
| Südafrika (RISA)                                                                             | —            | Gold1        | —              | —           | 25.000      | mi2n.com                                                  |
| Südkorea (KMCA)                                                                              | —            | —            | —              | —           | 613.194     | Einzelnachweise                                           |
| Ungarn (MAHASZ)                                                                              | —            | —            | 2× Platin2     | —           | 16.000      | slagerlistak.hu                                           |
| Vereinigte Staaten (RIAA)                                                                    | —            | 11× Gold11   | 52× Platin52   | Diamant1    | 59.001.000  | riaa.com                                                  |
| Vereinigtes Königreich (BPI)                                                                 | 8× Silber8   | 3× Gold3     | 26× Platin26   | —           | 14.696.000  | bpi.co.uk                                                 |
| Insgesamt                                                                                    | 10× Silber10 | 117× Gold117 | 265× Platin265 | 8× Diamant8 |             |                                                           |